# Motomondiale 2019
Il Motomondiale 2019 è stata la settantunesima edizione del motomondiale.
Nella classe MotoGP Marc Márquez si laurea campione del mondo per l’ottava volta in carriera. In Moto2 si è imposto lo spagnolo Álex Márquez, Lorenzo Dalla Porta ha conquistato il titolo in Moto3, mentre nella nuova classe MotoE si è imposto Matteo Ferrari.

## Il calendario
| Data         | Gran Premio                                | Circuito                | Vincitore MotoGP | Vincitore Moto2     | Vincitore Moto3     | Vincitore MotoE | Resoconto |
| ------------ | ------------------------------------------ | ----------------------- | ---------------- | ------------------- | ------------------- | --------------- | --------- |
| 10 marzo     | GP del Qatar                               | Losail                  | Andrea Dovizioso | Lorenzo Baldassarri | Kaito Toba          | -               | Resoconto |
| 31 marzo     | GP d'Argentina                             | Termas de Río Hondo     | Marc Márquez     | Lorenzo Baldassarri | Jaume Masiá         | -               | Resoconto |
| 14 aprile    | GP delle Americhe                          | Circuito delle Americhe | Álex Rins        | Thomas Lüthi        | Arón Canet          | -               | Resoconto |
| 5 maggio     | GP di Spagna                               | Jerez de la Frontera    | Marc Márquez     | Lorenzo Baldassarri | Niccolò Antonelli   | -               | Resoconto |
| 19 maggio    | GP di Francia                              | Le Mans                 | Marc Márquez     | Álex Márquez        | John McPhee         | -               | Resoconto |
| 2 giugno     | GP d'Italia                                | Mugello                 | Danilo Petrucci  | Álex Márquez        | Tony Arbolino       | -               | Resoconto |
| 16 giugno    | GP di Catalogna                            | Catalogna               | Marc Márquez     | Álex Márquez        | Marcos Ramírez      | -               | Resoconto |
| 30 giugno    | GP d'Olanda                                | Assen                   | Maverick Viñales | Augusto Fernández   | Tony Arbolino       | -               | Resoconto |
| 7 luglio     | GP di Germania                             | Sachsenring             | Marc Márquez     | Álex Márquez        | Lorenzo Dalla Porta | Niki Tuuli      | Resoconto |
| 4 agosto     | GP della Repubblica Ceca                   | Brno                    | Marc Márquez     | Álex Márquez        | Arón Canet          | -               | Resoconto |
| 11 agosto    | GP d'Austria                               | Spielberg               | Andrea Dovizioso | Brad Binder         | Romano Fenati       | Mike Di Meglio  | Resoconto |
| 25 agosto    | GP di Gran Bretagna                        | Silverstone             | Álex Rins        | Augusto Fernández   | Marcos Ramírez      | -               | Resoconto |
| 15 settembre | GP di San Marino e della Riviera di Rimini | Misano Adriatico        | Marc Márquez     | Augusto Fernández   | Tatsuki Suzuki      | Matteo Ferrari  | Resoconto |
| 15 settembre | GP di San Marino e della Riviera di Rimini | Misano Adriatico        | Marc Márquez     | Augusto Fernández   | Tatsuki Suzuki      | Matteo Ferrari  | Resoconto |
| 22 settembre | GP d'Aragona                               | Aragón                  | Marc Márquez     | Brad Binder         | Arón Canet          | -               | Resoconto |
| 6 ottobre    | GP di Thailandia                           | Buriram                 | Marc Márquez     | Luca Marini         | Albert Arenas       | -               | Resoconto |
| 20 ottobre   | GP del Giappone                            | Motegi                  | Marc Márquez     | Luca Marini         | Lorenzo Dalla Porta | -               | Resoconto |
| 27 ottobre   | GP d'Australia                             | Phillip Island          | Marc Márquez     | Brad Binder         | Lorenzo Dalla Porta | -               | Resoconto |
| 3 novembre   | GP della Malesia                           | Sepang                  | Maverick Viñales | Brad Binder         | Lorenzo Dalla Porta | -               | Resoconto |
| 17 novembre  | GP della Comunità Valenciana               | Valencia                | Marc Márquez     | Brad Binder         | Sergio García       | Eric Granado    | Resoconto |
| 17 novembre  | GP della Comunità Valenciana               | Valencia                | Marc Márquez     | Brad Binder         | Sergio García       | Eric Granado    | Resoconto |

## Regolamento
La novità più importante introdotta quest'anno è il "long lap penalty", cioè la possibilità per i giudici di gara di comminare durante la corsa una penalità ai piloti, solitamente perché eccedono dal percorso di gara. In ogni circuito è stato aggiunto un percorso all'esterno di una curva da cui i piloti devono passare se penalizzati, portando a una perdita di tempo di alcuni secondi.

## Sistema di punteggio e legenda
| Pos.  | 1  | 2  | 3  | 4  | 5  | 6  | 7 | 8 | 9 | 10 | 11 | 12 | 13 | 14 | 15 | 16 > |
| ----- | -- | -- | -- | -- | -- | -- | - | - | - | -- | -- | -- | -- | -- | -- | ---- |
| Punti | 25 | 20 | 16 | 13 | 11 | 10 | 9 | 8 | 7 | 6  | 5  | 4  | 3  | 2  | 1  | 0    |

## Le classi

### MotoGP

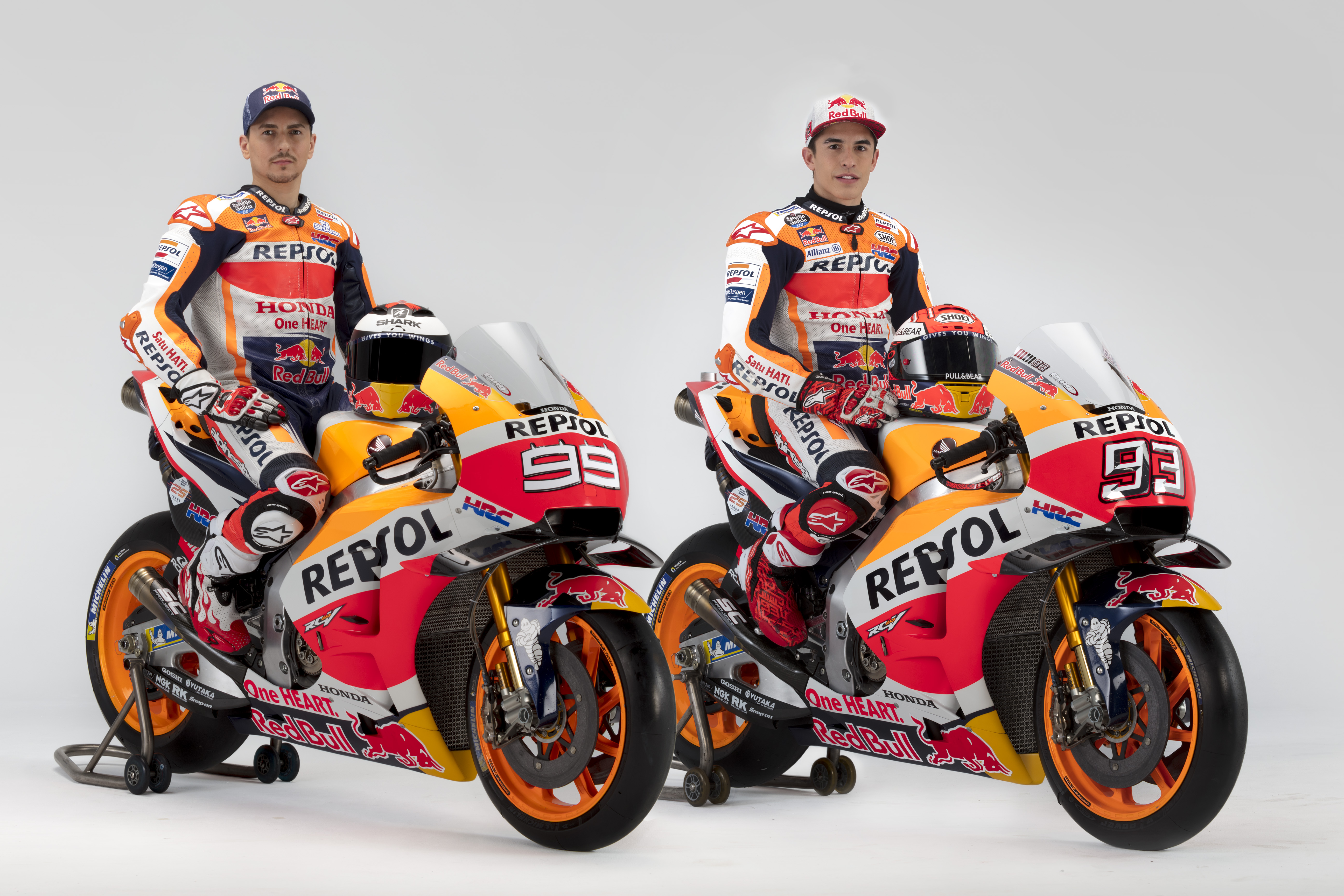
Marquez e Lorenzo alla presentazione ufficiale della stagione.

Tra le novità della stagione in merito ai piloti, il passaggio di Jorge Lorenzo da Ducati Corse a Honda Racing Corporation a fianco del campione mondiale uscente Marc Márquez; il suo posto nel team ufficiale Ducati viene preso da Danilo Petrucci. Invariata la squadra ufficiale Yamaha, mentre la Suzuki fa esordire il giovane Joan Mir a fianco del confermato Rins, lasciando libero così Andrea Iannone che passa all'Aprilia. Quest'ultimo viene trovato positivo a un test antidoping effettuato in seguito al Gran premio della Malesia, e viene squalificato per 4 anni. 
Esordiscono nella massima serie i primi due piloti della classifica della Moto2 dell'anno precedente, Francesco Bagnaia inserito nel team Ducati Pramac e Miguel Oliveira che gareggia sulla KTM del team Tech 3. Curiosa la situazione del pilota francese Johann Zarco che ha iniziato la stagione in seno alla squadra ufficiale KTM, passando per le ultime gare in sella a una Honda del Team LCR. Modifiche rilevanti anche tra le squadre al via con il team Tech 3 che dopo diversi anni lascia le motociclette Yamaha per diventare il team satellite di KTM; come team satellite Yamaha il suo posto viene preso dalla squadra malese Petronas Yamaha SRT. Lascia invece questa classe il Marc VDS Racing. 
La stagione è stata nuovamente dominata da Marc Márquez che ha ottenuto il titolo iridato vincendo in 12 delle 19 prove, gli altri successi sono stati di Andrea Dovizioso (2) giunto al secondo posto finale in campionato, di Maverick Viñales (2) giunto al terzo posto finale, di Álex Rins (2) e di Danilo Petrucci (1).
Il titolo costruttori è stato appannaggio della Honda che ha preceduto Yamaha e Ducati; tra le squadre si è imposto il team ufficiale Honda.

#### Classifica piloti (prime 5 posizioni)
| Pos. | Pilota           | Moto   |    |     |     |     |     |    |     |     |     |    |   |     |     |   |   |   |     |   |   | P.ti |
| ---- | ---------------- | ------ | -- | --- | --- | --- | --- | -- | --- | --- | --- | -- | - | --- | --- | - | - | - | --- | - | - | ---- |
| 1    | Marc Márquez     | Honda  | 2  | 1   | Rit | 1   | 1   | 2  | 1   | 2   | 1   | 1  | 2 | 2   | 1   | 1 | 1 | 1 | 1   | 2 | 1 | 420  |
| 2    | Andrea Dovizioso | Ducati | 1  | 3   | 4   | 4   | 2   | 3  | Rit | 4   | 5   | 2  | 1 | Rit | 6   | 2 | 4 | 3 | 7   | 3 | 4 | 269  |
| 3    | Maverick Viñales | Yamaha | 7  | Rit | 11  | 3   | Rit | 6  | Rit | 1   | 2   | 10 | 5 | 3   | 3   | 4 | 3 | 4 | Rit | 1 | 6 | 211  |
| 4    | Álex Rins        | Suzuki | 4  | 5   | 1   | 2   | 10  | 4  | 4   | Rit | Rit | 4  | 6 | 1   | Rit | 9 | 5 | 7 | 9   | 5 | 5 | 205  |
| 5    | Fabio Quartararo | Yamaha | 16 | 8   | 7   | Rit | 8   | 10 | 2   | 3   | Rit | 7  | 3 | Rit | 2   | 5 | 2 | 2 | Rit | 7 | 2 | 192  |
| Pos. | Pilota           | Moto   |    |     |     |     |     |    |     |     |     |    |   |     |     |   |   |   |     |   |   | P.ti |

| Legenda                                                                        | 1º posto        | 2º posto        | 3º posto | A punti      | Senza punti        | Grassetto=Pole position Corsivo=Giro più veloce |
| Legenda                                                                        | Gara non valida | Non qualificato | Ritirato | Squalificato | "-" Dato non disp. | Grassetto=Pole position Corsivo=Giro più veloce |
| Fonte dei dati: motogp.com, racingmemo.free.fr, autosport.com, jumpingjack.nl. |                 |                 |          |              |                    |                                                 |

#### Classifica costruttori (prime tre posizioni)
| Pos. | Costruttore | Motocicletta |   |   |    |   |   |   |   |   |   |   |   |   |   |   |   |   |   |   |   | P.ti |
| ---- | ----------- | ------------ | - | - | -- | - | - | - | - | - | - | - | - | - | - | - | - | - | - | - | - | ---- |
| 1    | Honda       | RC213V       | 2 | 1 | 10 | 1 | 1 | 2 | 1 | 2 | 1 | 1 | 2 | 2 | 1 | 1 | 1 | 1 | 1 | 2 | 1 | 426  |
| 2    | Yamaha      | YZR-M1       | 5 | 2 | 2  | 3 | 5 | 6 | 2 | 1 | 2 | 6 | 3 | 3 | 2 | 4 | 2 | 2 | 8 | 1 | 2 | 321  |
| 3    | Ducati      | Desmosedici  | 1 | 3 | 3  | 4 | 2 | 1 | 3 | 4 | 4 | 2 | 1 | 7 | 6 | 2 | 4 | 3 | 3 | 3 | 3 | 318  |

#### Classifica squadre (prime tre posizioni)
| Pos. | Squadra               | Piloti           |    |     |     |    |     |     |     |     |    |    |    |     |    |    |    |     |     |    |     | P.ti |
| ---- | --------------------- | ---------------- | -- | --- | --- | -- | --- | --- | --- | --- | -- | -- | -- | --- | -- | -- | -- | --- | --- | -- | --- | ---- |
| 1    | Repsol Honda          | Marc Márquez     | 2  | 1   | Rit | 1  | 1   | 2   | 1   | 2   | 1  | 1  | 2  | 2   | 1  | 1  | 1  | 1   | 1   | 2  | 1   | 458  |
| 1    | Repsol Honda          | Jorge Lorenzo    | 13 | 12  | Rit | 12 | 11  | 13  | Rit | NP  |    |    |    | 14  | 14 | 20 | 18 | 17  | 16  | 14 | 13  | 458  |
| 1    | Repsol Honda          | Stefan Bradl     |    |     |     |    |     |     |     |     | 10 | 15 | 13 |     |    |    |    |     |     |    |     | 458  |
| 2    | Ducati Team           | Andrea Dovizioso | 1  | 3   | 4   | 4  | 2   | 3   | Rit | 4   | 5  | 2  | 1  | Rit | 6  | 2  | 4  | 3   | 7   | 3  | 4   | 445  |
| 2    | Ducati Team           | Danilo Petrucci  | 6  | 6   | 6   | 5  | 3   | 1   | 3   | 6   | 4  | 8  | 9  | 7   | 10 | 12 | 9  | 9   | Rit | 9  | Rit | 445  |
| 3    | Monster Energy Yamaha | Valentino Rossi  | 5  | 2   | 2   | 6  | 5   | Rit | Rit | Rit | 8  | 6  | 4  | 4   | 4  | 8  | 8  | Rit | 8   | 4  | 8   | 385  |
| 3    | Monster Energy Yamaha | Maverick Viñales | 7  | Rit | 11  | 3  | Rit | 6   | Rit | 1   | 2  | 10 | 5  | 3   | 3  | 4  | 3  | 4   | Rit | 1  | 6   | 385  |
| Pos. | Squadra               | Piloti           |    |     |     |    |     |     |     |     |    |    |    |     |    |    |    |     |     |    |     | P.ti |

| Legenda                                                                        | 1º posto        | 2º posto        | 3º posto | A punti      | Senza punti        | Grassetto=Pole position Corsivo=Giro più veloce |
| Legenda                                                                        | Gara non valida | Non qualificato | Ritirato | Squalificato | "-" Dato non disp. | Grassetto=Pole position Corsivo=Giro più veloce |
| Fonte dei dati: motogp.com, racingmemo.free.fr, autosport.com, jumpingjack.nl. |                 |                 |          |              |                    |                                                 |

### Moto2
La maggiore novità della stagione è quelle che riguarda la motorizzazione unica: da quest'anno si passa dalla motorizzazione Honda in uso fin dalla nascita della categoria, a una nuova motorizzazione Triumph.
Passati a gareggiare nella classe maggiore i primi due piloti in classifica l'anno precedente, nonché Fabio Quartararo e Joan Mir, esordiscono nella classe provenendo dalla Moto3, Jorge Martín, Fabio Di Giannantonio, Marco Bezzecchi ed Enea Bastianini, cioè i primi quattro piloti classificatisi nel 2018.
Il titolo iridato è andato allo spagnolo Álex Márquez, fratello del vincitore della MotoGP, che ha ottenuto 5 vittorie in stagione e che ha preceduto il sudafricano Brad Binder (anch'egli vittorioso in 5 occasioni) e lo svizzero Thomas Lüthi, vittorioso in un'occasione. Riescono ad ottenere 3 vittorie ciascuno anche i due piloti del team Flexbox HP 40, Lorenzo Baldassarri e Augusto Fernández, oltre che Luca Marini che riesce a vincerne due.
Il titolo costruttori è stato un'altra volta di Kalex mentre tra i team si è imposto Flexbox HP 40.

#### Classifica piloti (prime 5 posizioni)
| Pos. | Pilota            | Moto     |     |     |     |    |   |    |    |     |   |     |   |     |   |    |    |    |    |    |    | P.ti |
| ---- | ----------------- | -------- | --- | --- | --- | -- | - | -- | -- | --- | - | --- | - | --- | - | -- | -- | -- | -- | -- | -- | ---- |
| 1    | Álex Márquez      | Kalex    | 7   | 3   | 5   | 24 | 1 | 1  | 1  | Rit | 1 | 1   | 2 | Rit | 3 | 3  | 5  | 6  | 8  | 2  | 30 | 262  |
| 2    | Brad Binder       | KTM      | 12  | 6   | Rit | 5  | 4 | 15 | 11 | 2   | 2 | Rit | 1 | 3   | 6 | 1  | 2  | 12 | 1  | 1  | 1  | 259  |
| 3    | Thomas Lüthi      | Kalex    | 2   | Rit | 1   | 4  | 6 | 3  | 2  | 4   | 5 | Rit | 6 | 8   | 4 | 6  | 7  | 2  | 3  | 3  | 2  | 250  |
| 4    | Jorge Navarro     | Speed Up | Rit | 8   | 3   | 2  | 2 | 7  | 3  | Rit | 8 | 4   | 3 | 2   | 7 | 2  | 17 | 5  | 4  | 5  | 3  | 226  |
| 5    | Augusto Fernández | Kalex    | 5   | NP  | Inf | 3  | 3 | 5  | 4  | 1   | 6 | 8   | 5 | 1   | 1 | 22 | 4  | 8  | 19 | 11 | 6  | 207  |
| Pos. | Pilota            | Moto     |     |     |     |    |   |    |    |     |   |     |   |     |   |    |    |    |    |    |    | P.ti |

| Legenda                                                                        | 1º posto        | 2º posto        | 3º posto | A punti      | Senza punti        | Grassetto=Pole position Corsivo=Giro più veloce |
| Legenda                                                                        | Gara non valida | Non qualificato | Ritirato | Squalificato | "-" Dato non disp. | Grassetto=Pole position Corsivo=Giro più veloce |
| Fonte dei dati: motogp.com, racingmemo.free.fr, autosport.com, jumpingjack.nl. |                 |                 |          |              |                    |                                                 |

#### Classifica costruttori (prime tre posizioni)
| Pos. | Costruttore | Motocicletta |    |   |    |   |   |    |    |    |   |    |   |   |   |   |    |   |   |   |   | P.ti |
| ---- | ----------- | ------------ | -- | - | -- | - | - | -- | -- | -- | - | -- | - | - | - | - | -- | - | - | - | - | ---- |
| 1    | Kalex       | Moto2        | 1  | 1 | 1  | 1 | 1 | 1  | 1  | 1  | 1 | 1  | 2 | 1 | 1 | 3 | 1  | 1 | 3 | 2 | 2 | 442  |
| 2    | KTM         | Moto2        | 12 | 4 | 15 | 5 | 4 | 15 | 11 | 2  | 2 | 10 | 1 | 3 | 6 | 1 | 2  | 3 | 1 | 1 | 1 | 281  |
| 3    | Speed Up    | SF9          | 11 | 8 | 3  | 2 | 2 | 7  | 3  | 11 | 4 | 2  | 3 | 2 | 2 | 2 | 17 | 5 | 4 | 5 | 3 | 259  |

#### Classifica squadre
| Pos. | Squadra            | Piloti              |    |     |     |     |     |    |     |     |   |     |   |    |    |    |    |    |    |     |    | P.ti |
| ---- | ------------------ | ------------------- | -- | --- | --- | --- | --- | -- | --- | --- | - | --- | - | -- | -- | -- | -- | -- | -- | --- | -- | ---- |
| 1    | Flexbox HP 40      | Lorenzo Baldassarri | 1  | 1   | Rit | 1   | Rit | 4  | Rit | Rit | 7 | 11  | 4 | 7  | 10 | 8  | 25 | 4  | 5  | 7   | 17 | 391  |
| 1    | Flexbox HP 40      | Augusto Fernández   | 5  | NP  |     | 3   | 3   | 5  | 4   | 1   | 6 | 8   | 5 | 1  | 1  | 22 | 4  | 8  | 19 | 11  | 6  | 391  |
| 1    | Flexbox HP 40      | Mattia Pasini       |    |     | 4   |     |     |    |     |     |   |     |   |    |    |    |    |    |    |     |    | 391  |
| 2    | Dynavolt Intact GP | Thomas Lüthi        | 2  | Rit | 1   | 4   | 6   | 3  | 2   | 4   | 5 | Rit | 6 | 8  | 4  | 6  | 7  | 2  | 3  | 3   | 2  | 387  |
| 2    | Dynavolt Intact GP | Marcel Schrötter    | 3  | 5   | 2   | 15  | 8   | 8  | 7   | 8   | 3 | 6   | 9 | 14 | NP |    | 14 | 9  | 11 | 9   | 16 | 387  |
| 2    | Dynavolt Intact GP | Jesko Raffin        |    |     |     |     |     |    |     |     |   |     |   |    |    | 20 |    |    |    |     |    | 387  |
| 3    | Red Bull KTM Ajo   | Brad Binder         | 12 | 6   | Rit | 5   | 4   | 15 | 11  | 2   | 2 | Rit | 1 | 3  | 6  | 1  | 2  | 12 | 1  | 1   | 1  | 353  |
| 3    | Red Bull KTM Ajo   | Jorge Martín        | 15 | Rit | 15  | Rit | 20  | 16 | 15  | Rit | 9 | 13  | 7 | 12 | 12 | 9  | 6  | 3  | 2  | Rit | 5  | 353  |
| Pos. | Squadra            | Piloti              |    |     |     |     |     |    |     |     |   |     |   |    |    |    |    |    |    |     |    | P.ti |

| Legenda                                                                        | 1º posto        | 2º posto        | 3º posto | A punti      | Senza punti        | Grassetto=Pole position Corsivo=Giro più veloce |
| Legenda                                                                        | Gara non valida | Non qualificato | Ritirato | Squalificato | "-" Dato non disp. | Grassetto=Pole position Corsivo=Giro più veloce |
| Fonte dei dati: motogp.com, racingmemo.free.fr, autosport.com, jumpingjack.nl. |                 |                 |          |              |                    |                                                 |

### Moto3
Sulle 19 prove della classe di minor cilindrata ci sono stati 12 vincitori diversi, con il titolo che è stato appannaggio dell'italiano Lorenzo Dalla Porta (che si è imposto in 4 occasioni) davanti agli spagnoli Arón Canet e Marcos Ramírez. Tra i costruttori si è imposta la Honda davanti a KTM. Il titolo delle squadre è stato ottenuto da Leopard Racing che annoverava il primo e il terzo pilota della classifica generale.

#### Classifica piloti (prime 5 posizioni)
| Pos. | Pilota              | Moto  |    |    |    |    |     |     |     |    |    |     |    |    |     |     |     |     |     |   |     | P.ti |
| ---- | ------------------- | ----- | -- | -- | -- | -- | --- | --- | --- | -- | -- | --- | -- | -- | --- | --- | --- | --- | --- | - | --- | ---- |
| 1    | Lorenzo Dalla Porta | Honda | 2  | 7  | 13 | 8  | 2   | 2   | Rit | 2  | 1  | 2   | 6  | 3  | 8   | 11  | 2   | 1   | 1   | 1 | 21  | 279  |
| 2    | Arón Canet          | KTM   | 3  | 12 | 1  | 4  | 3   | 7   | 2   | 12 | 3  | 1   | 10 | 13 | Rit | 1   | NC  | Rit | Rit | 8 | 6   | 200  |
| 3    | Marcos Ramírez      | Honda | 4  | 9  | 12 | 23 | Rit | Rit | 1   | 7  | 2  | 16  | 5  | 1  | 7   | Rit | 4   | 8   | 2   | 6 | 7   | 183  |
| 4    | Tony Arbolino       | Honda | 16 | 3  | 6  | 17 | Rit | 1   | Rit | 1  | 15 | 3   | 2  | 2  | 3   | 10  | 10  | Rit | 9   | 9 | Rit | 175  |
| 5    | John McPhee         | Honda | 13 | 21 | 14 | 12 | 1   | 6   | 13  | 5  | 6  | Rit | 3  | 7  | 2   | 4   | Rit | 6   | 5   | 7 | Rit | 156  |
| Pos. | Pilota              | Moto  |    |    |    |    |     |     |     |    |    |     |    |    |     |     |     |     |     |   |     | P.ti |

| Legenda                                                                        | 1º posto        | 2º posto        | 3º posto | A punti      | Senza punti        | Grassetto=Pole position Corsivo=Giro più veloce |
| Legenda                                                                        | Gara non valida | Non qualificato | Ritirato | Squalificato | "-" Dato non disp. | Grassetto=Pole position Corsivo=Giro più veloce |
| Fonte dei dati: motogp.com, racingmemo.free.fr, autosport.com, jumpingjack.nl. |                 |                 |          |              |                    |                                                 |

#### Classifica costruttori (prime tre posizioni)
| Pos. | Costruttore | Motocicletta |   |   |   |   |   |   |   |   |   |   |   |   |   |   |   |   |    |   |   | P.ti |
| ---- | ----------- | ------------ | - | - | - | - | - | - | - | - | - | - | - | - | - | - | - | - | -- | - | - | ---- |
| 1    | Honda       | NSF250R      | 1 | 3 | 4 | 1 | 1 | 1 | 1 | 1 | 1 | 2 | 1 | 1 | 1 | 2 | 2 | 1 | 1  | 1 | 1 | 439  |
| 2    | KTM         | RC 250 GP    | 3 | 1 | 1 | 3 | 3 | 3 | 2 | 3 | 3 | 1 | 4 | 8 | 4 | 1 | 1 | 2 | 3  | 3 | 2 | 347  |
| NC   | Kalex KTM   | -            |   |   |   |   |   |   |   |   |   |   |   |   |   |   |   |   | 19 |   |   | 0    |

#### Classifica squadre (prime tre posizioni)
| Pos. | Squadra             | Piloti              |     |    |     |     |     |     |     |     |    |     |     |     |     |     |     |     |    |     |     | P.ti |
| ---- | ------------------- | ------------------- | --- | -- | --- | --- | --- | --- | --- | --- | -- | --- | --- | --- | --- | --- | --- | --- | -- | --- | --- | ---- |
| 1    | Leopard Racing      | Marcos Ramírez      | 4   | 9  | 12  | 23  | Rit | Rit | 1   | 7   | 2  | 16  | 5   | 1   | 7   | Rit | 4   | 8   | 2  | 6   | 7   | 462  |
| 1    | Leopard Racing      | Lorenzo Dalla Porta | 2   | 7  | 13  | 8   | 2   | 2   | Rit | 2   | 1  | 2   | 6   | 3   | 8   | 11  | 2   | 1   | 1  | 1   | 21  | 462  |
| 2    | SIC58 Squadra Corse | Niccolò Antonelli   | 8   | 4  | 5   | 1   | Rit | 4   | 11  | 8   | 12 | 5   | 9   | 4   | Rit |     |     | 12  | NP | 10  | NP  | 252  |
| 2    | SIC58 Squadra Corse | Davide Pizzoli      |     |    |     |     |     |     |     |     |    |     |     |     |     | 22  |     |     |    |     |     | 252  |
| 2    | SIC58 Squadra Corse | Kevin Zannoni       |     |    |     |     |     |     |     |     |    |     |     |     |     |     | 17  |     |    |     |     | 252  |
| 2    | SIC58 Squadra Corse | Tatsuki Suzuki      | Rit | 13 | Rit | 2   | Rit | 8   | 19  | Rit | 8  | Rit | Rit | 5   | 1   | 6   | Rit | 4   | 4  | Rit | 4   | 252  |
| 3    | VNE Snipers         | Tony Arbolino       | 16  | 3  | 6   | 17  | Rit | 1   | Rit | 1   | 15 | 3   | 2   | 2   | 3   | 10  | 10  | Rit | 9  | 9   | Rit | 251  |
| 3    | VNE Snipers         | Romano Fenati       | 9   | 16 | Rit | Rit | Rit | Rit | 7   | 11  | 4  | 8   | 1   | Rit | NP  |     |     | Rit | 12 | 11  | 17  | 251  |
| 3    | VNE Snipers         | Julian José Garcia  |     |    |     |     |     |     |     |     |    |     |     |     |     | 20  | Rit |     |    |     |     | 251  |
| Pos. | Squadra             | Piloti              |     |    |     |     |     |     |     |     |    |     |     |     |     |     |     |     |    |     |     | P.ti |

| Legenda                                                                        | 1º posto        | 2º posto        | 3º posto | A punti      | Senza punti        | Grassetto=Pole position Corsivo=Giro più veloce |
| Legenda                                                                        | Gara non valida | Non qualificato | Ritirato | Squalificato | "-" Dato non disp. | Grassetto=Pole position Corsivo=Giro più veloce |
| Fonte dei dati: motogp.com, racingmemo.free.fr, autosport.com, jumpingjack.nl. |                 |                 |          |              |                    |                                                 |

### MotoE
In questa annata debutta, come nuova classe del motomondiale, la coppa del mondo di MotoE. Questa categoria si disputa in regime di monomarca, tutte le motociclette in pista infatti sono prodotte dall'azienda italiana Energica Motor Company. L'inizio è stato posticipato ad inizio luglio (al Gran Premio di Germania) in quanto un incendio distrusse tutte le motociclette a Jerez de la Frontera. Il titolo va all'italiano Matteo Ferrari del team Gresini Racing. Ferrari porta a termine tutte le prove previste non facendo mai peggio di quinto e chiude con un margine di undici punti sul britannico Bradley Smith.

#### Classifica piloti (prime 5 posizioni)
| Pos. | Pilota         |   |     |     |    |    |   | P.ti |
| ---- | -------------- | - | --- | --- | -- | -- | - | ---- |
| 1    | Matteo Ferrari | 5 | 5   | 1   | 1  | 3  | 5 | 99   |
| 2    | Bradley Smith  | 2 | 3   | 12  | 8  | 2  | 2 | 88   |
| 3    | Eric Granado   | 8 | 17  | 13  | 6  | 1  | 1 | 71   |
| 4    | Héctor Garzó   | 4 | Rit | 2   | 2  | SQ | 3 | 69   |
| 5    | Mike Di Meglio | 3 | 1   | Rit | 10 | 10 | 6 | 63   |
| Pos. | Pilota         |   |     |     |    |    |   | P.ti |

| Legenda | 1º posto        | 2º posto            | 3º posto           | A punti      | Senza punti        | Grassetto – Pole position Corsivo – Giro più veloce |
| Legenda | Gara non valida | Non qual./Non part. | Ritirato/Non class | Squalificato | '-' Dato non disp. | Grassetto – Pole position Corsivo – Giro più veloce |